# Національна наукова сільськогосподарська бібліотека
Національна наукова сільськогосподарська бібліотека Національної академії аграрних наук України (ННСГБ НААН) — науково-методичний центр для 273 бібліотечних закладів сільськогосподарського профілю України. Це бібліотеки 73-х науково-дослідних інститутів, 65-ти науково-дослідних станцій, 135 вишів I—IV рівнів акредитації, 115 середніх спеціальних навчальних закладів. Разом, своїми майже 20 млн фондами, вони обслуговують понад 500 тис. читачів.
У бібліотеці працює 89 працівників, серед яких: 11 докторів, 16 кандидатів наук і 33 наукових співробітника.

## Фонди
Колекція ННСГБ НААН — національне надбання українського народу. У стінах бібліотеки знаходиться унікальна по своїй повноті й універсальна по змісту колекція вітчизняних і іноземних видань з XIX по XXI століття на 25 мовах світу, обсяг якої сьогодні перевищує 1 млн одиниць збереження.
Серед них книги, журнали, газети, а також видання на DVD-ROM, CD-ROM, якими щорічно користується понад 20 тисяч читачів. Бібліотека постійно здійснює документообіг з багатьма зарубіжними спеціалізованими книгозбірнями та органами інформації, зокрема, з бібліотеками країн СНД, Національною аграрною бібліотекою США, бібліотекою університету штату Айова та іншими. Щорічно до фонду бібліотеки надходить близько 10-13 тис. примірників нової літератури.
Особливою гордістю бібліотеки є наявні у її фондах рідкісні видання, що становлять національне надбання. Це — праці видатних вчених В. Докучаєва, М. Вавилова, О. Чаянова, П. Костичева, В. Вільямса, М. Кулешова, М. Іванова, В. Ремесла та багатьох інших.
Значну цінність для науки мають видання середини XIX століття із сільськогосподарської тематики, праці агрономічних товариств, дослідних установ, звіти земських управ Росії й України, щорічники департаменту сільського господарства США, доповіді Французької академії сільськогосподарських наук, енциклопедії садівництва (США), виробництва цукрових буряків (Німеччина) та інші.

## Історія
1998 року ЦНСГБ УААН отримує статус науково-дослідної установи. Рішенням Загальних зборів УААН з березня 2001 року вона набуває статусу науково-дослідного інституту першої категорії і входить до Відділення регіональних центрів АПВ УААН.
З січня 2011 року Державна наукова сільськогосподарська бібліотека Української академії аграрних наук України (ДНСГБ УААН) перейменована на Державну наукову сільськогосподарську бібліотеку Національної академії аграрних наук України (ДНСГБ НААН).
!4 грудня 2012 року Указом Президента за № 700/2012 Державній науковій сільськогосподарській бібліотеці Національної академії аграрних наук надано статус Національної.
У 2017 році на державному рівні в Україні відзначався ювілей — 100 років з часу утворення Національної наукової сільськогосподарської бібліотеки Національної академії аграрних наук України 1917).

## Діяльність
Для працівників бібліотек мережі ННСГБ НААН проводить семінари, конференції, стажування, розробляє інструктивно-регламентуючу документацію, методичні матеріали, надає практичну та консультаційну допомогу.
ННСГБ НААН у межах розробки науково-дослідної проблеми «Історія аграрної науки України та аграрної біографістики» започаткувала наукові аграрні історико-бібліографічні читання. Перше з них відбулося 29 травня 2001 року і було присвячено українському вченому та організатору сільськогосподарської і біологічної науки й освіти, професору О. А. Янаті, а у 2005 р. — вченому в галузі землеробської механіки К. Г. Шиндлеру.
Як науково-інформаційний центр, бібліотека щорічно видає по 4 випуски реферативного журналу «Агропромисловий комплекс України» та «Бюлетеня ННСГБ НААН». У 2006 році було засноване електронне фахове видання «Історія науки і біографістика». Усього за роки її існування видано понад 100 наукових видань (монографій, збірників, бібліографічних покажчиків) і близько 600 науково-методичних матеріалів, статей та інших наукових публікацій.
Постановою Президії УААН від 26 квітня 2001 року «Про виконання Указу Президента про невідкладні заходи щодо розвитку бібліотек України» визначено два пріоритетних напрями подальшого розвитку ННСГБ НААН:
- створення на її базі спочатку електронного зведеного каталогу сільськогосподарських бібліотек України, а далі і національної сільськогосподарської віртуальної (цифрової) бібліотеки для забезпечення науковців, фахівців, урядових і бізнесових структур, нових землекористувачів і землевласників, а також інших внутрішніх та зовнішніх користувачів, причетних до сільського господарства, необхідною вичерпною інформацією, поданою у потрібній формі і в зазначений час. Для виконання цих планів усі нові надходження до ННСГБ НААН з кінця 2000 року каталогізуються за допомогою IRBIS;
- організація Центру історії аграрної науки з метою проведення низки комплексних галузевих досліджень, зокрема, з проблеми «Започаткування, становлення та розвиток сільськогосподарської дослідної справи в Україні». Виходячи з цього Бібліотека удосконалила власну структуру та все більше перетворюється у галузевий науково-інформаційний центр. Згідно з рішенням Президії НААН та Міністерства науки і освіти України, тут відкрито аспірантуру, а в 2005 році докторантуру у яких вже підготовлено 29 дисертації на здобуття наукового ступеня кандидата історичних наук за спеціальністю 07.00.07. — історія науки і техніки. 34 аспіранти та здобувачі вченого ступеня готують кандидатські дисертації, здійснюється два докторських дослідження.

З 2003 року при ННСГБ НААН організовано постійно діючі курси для підготовки і перепідготовки науковців та висококваліфікованих бібліотечних працівників аграрної галузі.
З метою надання сучасного інформаційного сервісу своїм користувачам, у ННСГБ НААН створюються та удосконалюються:
- «Національна база даних з історії наукових установ, організацій Національної академії аграрних наук»;
- база даних «Електронний каталог Національної наукової сільськогосподарської бібліотеки НААН».

Книгозбірня активно співпрацює з бібліотечними закладами, інформаційними центрами й іншими організаціями ряду зарубіжних країн, підтримує творчі зв'язки, зокрема, з бібліотеками країн СНД, Національною аграрною бібліотекою США, бібліотекою Університету штату Айова та інших.
ННСГБ НААН постійно бере участь в організації та проведенні міжнародних і всеукраїнських наукових конференцій спільно з Національною бібліотекою України імені В. І. Вернадського НАН України, Національною парламентською бібліотекою України, Національним університетом культури та мистецтва, Національним аграрним університетом (м. Київ), ННЦ «Інститут аграрної економіки» НААН, Українським інститутом науково-технічної та економічної інформації й бібліотеками мережі.
Основна мета ННСГБ НААН — забезпечити кожному мешканцеві України можливість вільного доступу до національних і світових інформаційних ресурсів по сільському і лісовому господарству.
ННСГБ НААН і сільськогосподарські бібліотеки України — активні помічники держави у становленні мережі дорадчих служб (Мінагрополітики України) та регіональних центрів наукового забезпечення АПВ (НААН).
Серед основних напрямів сучасної діяльності ННСГБ НААН:
- формування, зберігання фондів та обслуговування користувачів й абонентів міжбібліотечного абонемента шляхом надання документів на традиційних та електронних носіях з основного й депозитарного книгосховищ;
- довідково-бібліографічне обслуговування читачів у режимі «запит–відповідь», консультаційні послуги в ідентифікації необхідної інформації;
- інформаційно-бібліографічне забезпечення програм реформування АПК України, наукових проектів та окремих фундаментальних і прикладних досліджень науково-дослідних установ НААН;
- популяризація результатів діяльності наукових та освітніх установ, наукових шкіл, зібрань, товариств, а також підготовка наукових кадрів через докторантуру і аспірантуру зі спеціальності «Історія науки і техніки» та «Історія сільськогосподарських наук»;
- розробка актуальних тем з бібліотекознавства, книгознавства, бібліографознавства та історії аграрної науки;
- впровадження інформаційних технологій, створення автоматизованої інформаційної системи мережі сільськогосподарських бібліотек галузі;
- створення сільськогосподарської віртуальної бібліотеки для забезпечення науковців, фахівців, урядових і бізнесових структур, а також інших внутрішніх і зовнішніх користувачів, причетних до сільського господарства, необхідною вичерпною інформацією, поданою у потрібній формі та зазначений час.

## Співробітники
Славу установі принесли багаторічний директор ЦНСГБ — заслужений працівник культури УРСР Р. Й. Целінський, заслужений працівник культури УРСР В. К. Світайло, а також Н. Н. Серікова, Н. Ф. Басун, В. В. Устиновський, доктор педагогічних наук В. В. Дерлеменко, кандидат економічних наук З. П. Кірпаль, кандидат технічних наук О. С. Мудрук, заслужений працівник культури України Т. Ф. Дерлеменко, Л. О. Зінченко, Н. Ф. Гриценко, кандидати історичних наук С. Д. Коваленко, О. П. Анікіна, Л. Ф. Забудська, Г. С. Щиголь та інші.
У виконанні науково-дослідних робіт ННСГБ НААН з відтворення неупередженої й об'єктивної історії української аграрної науки, освіти та техніки вагомий внесок належить відомим в Україні вченим — співробітникам установи: доктору економічних наук, професору, заслуженому діячеві науки і техніки України, академіку НААН та іноземному члену РАСГН В. В. Юрчишину; доктору с.-г. наук, заслуженому працівникові с.-г. України, члену-кореспонденту НААН С. М. Рижуку; доктору історичних наук, професору, заслуженому діячеві науки і техніки України П. П. Панченку; докторам історичних наук, професорам: В. П. Хижняку, В. А. Зленко, А. П. Коцуру, В. І. Кучеру, М. А. Журбі, В. С. Савчуку, В. П. Михайлюку; доктору сільськогосподарських і економічних наук, професору, іноземному члену КазААН В. І. Власову; доктору біологічних наук, професору О. Я. Пилипчуку; доктору с.-г. наук, професору, іноземному члену РАСГН В. І. Глазку; доктору сільськогосподарських наук, професору І. Т. Слюсарю; доктору фізико-математичних наук, професору, лауреату Державної премії України в галузі науки і техніки М. М. Новікову; доктору сільськогоспродарських наук, професору О. Є. Тарабріну, доктору сільськогосподарських наук, професору, лауреату Державної премії України в галузі науки і техніки В. В. Шелепову та ін.